# Dassault-Dornier Alpha Jet

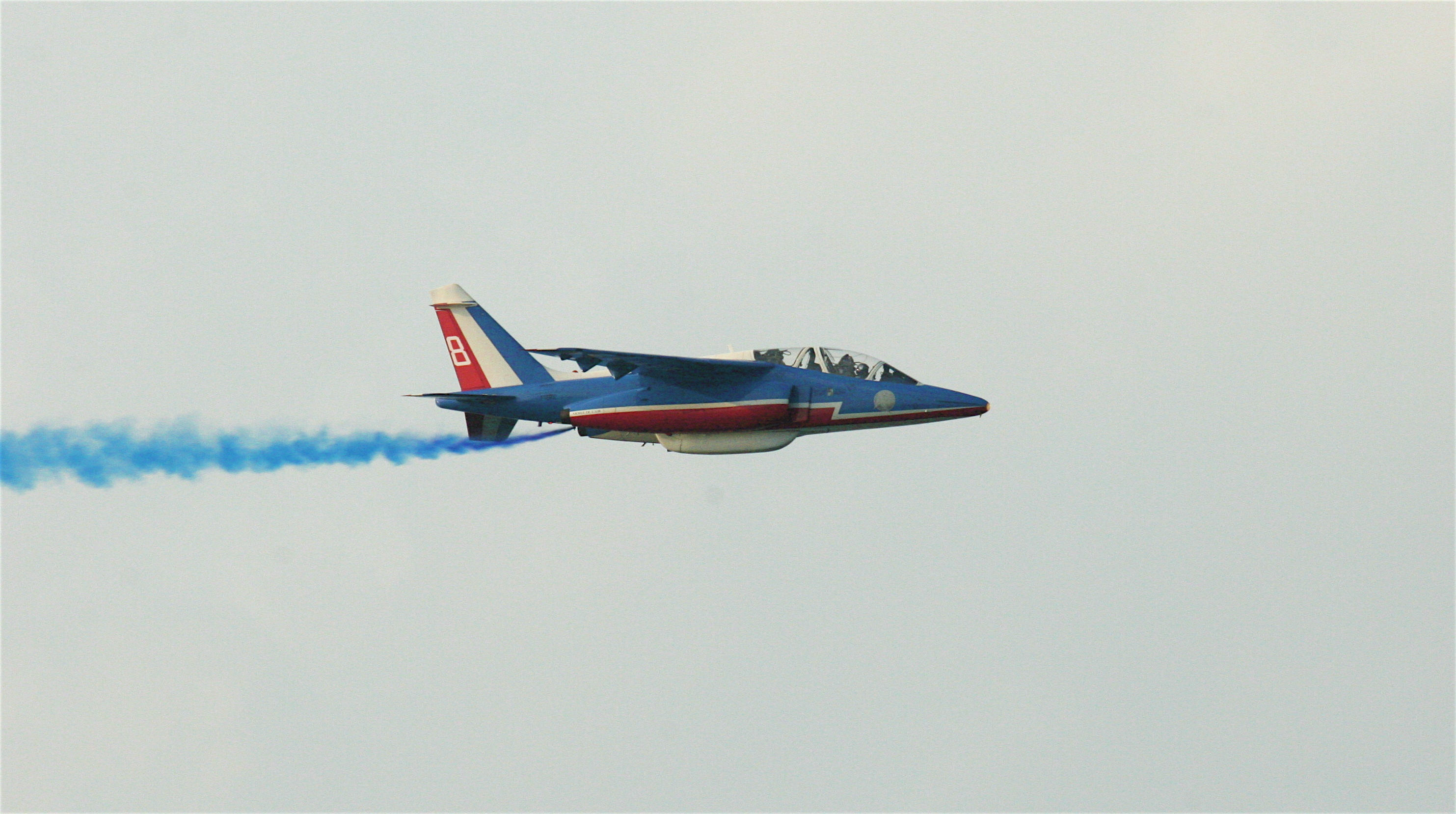
Un Alpha Jet della Patrouille de France.

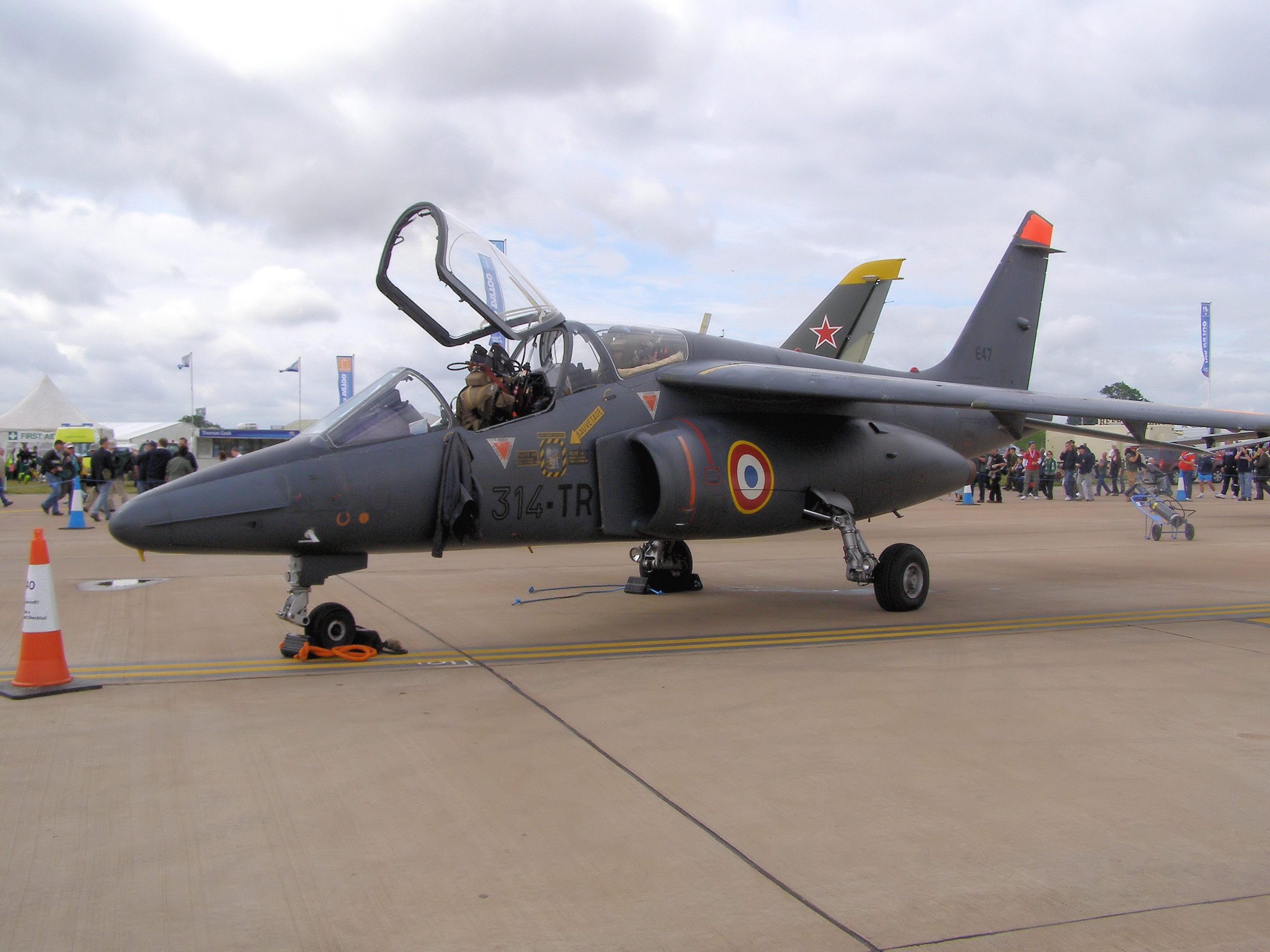
Un Alpha Jet E (E47) dell'Armée de l'air.

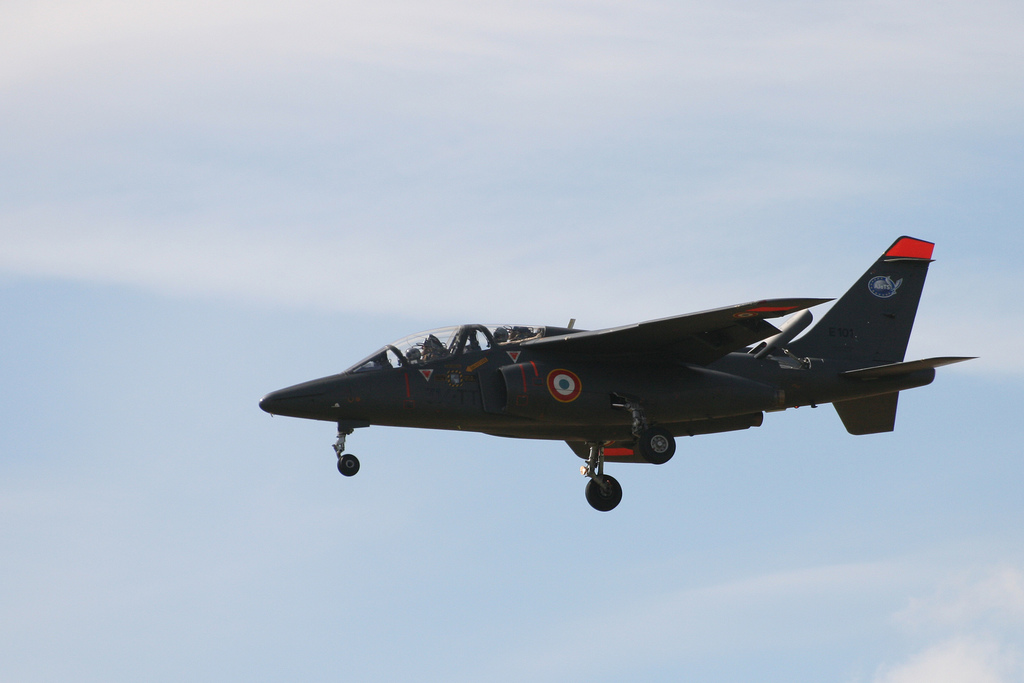
Un Alpha Jet E (E101) dell'Armée de l'air in fase di atterraggio.

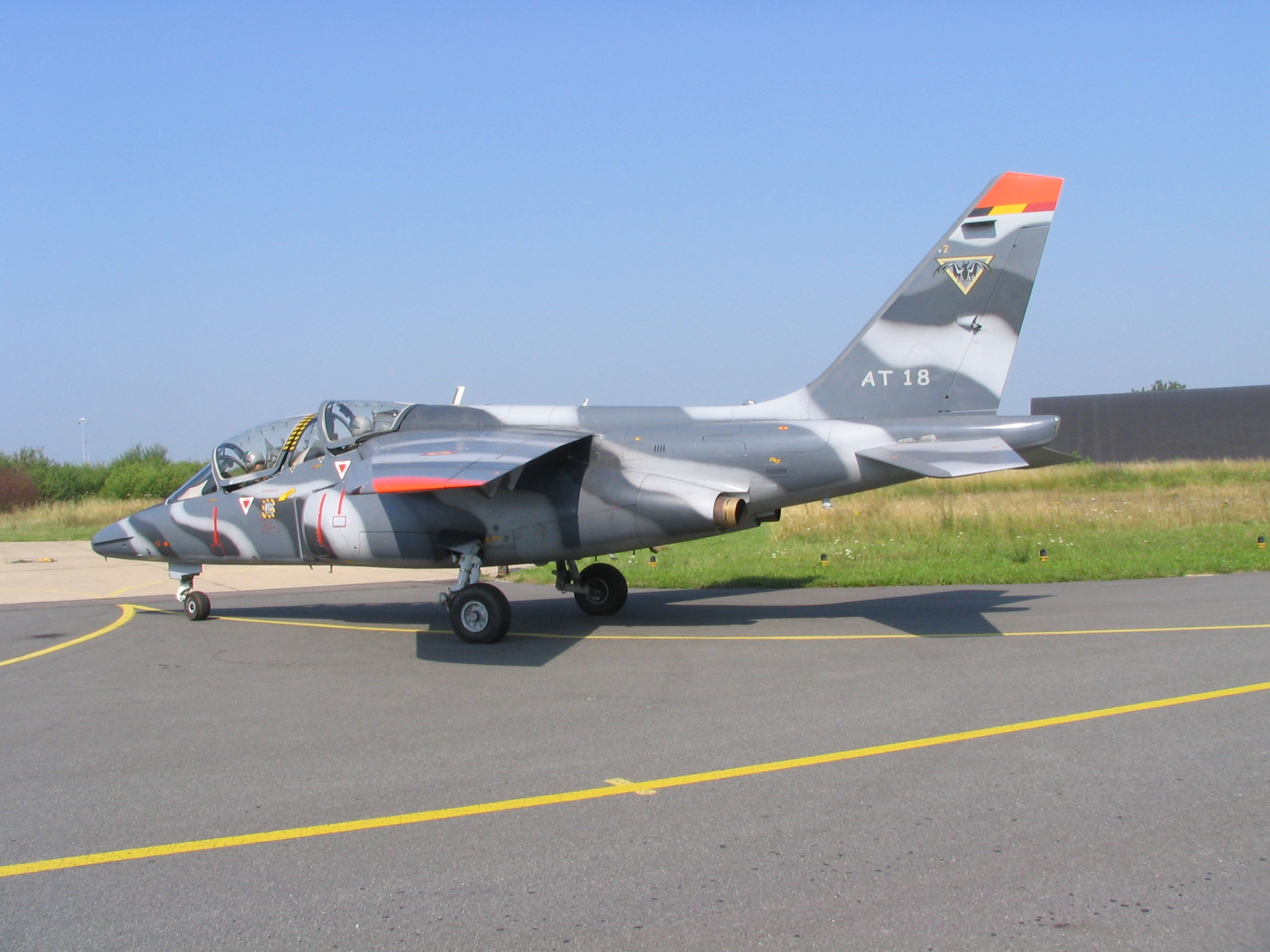
Un Alpha Jet E della Composante air de l'armée belge.

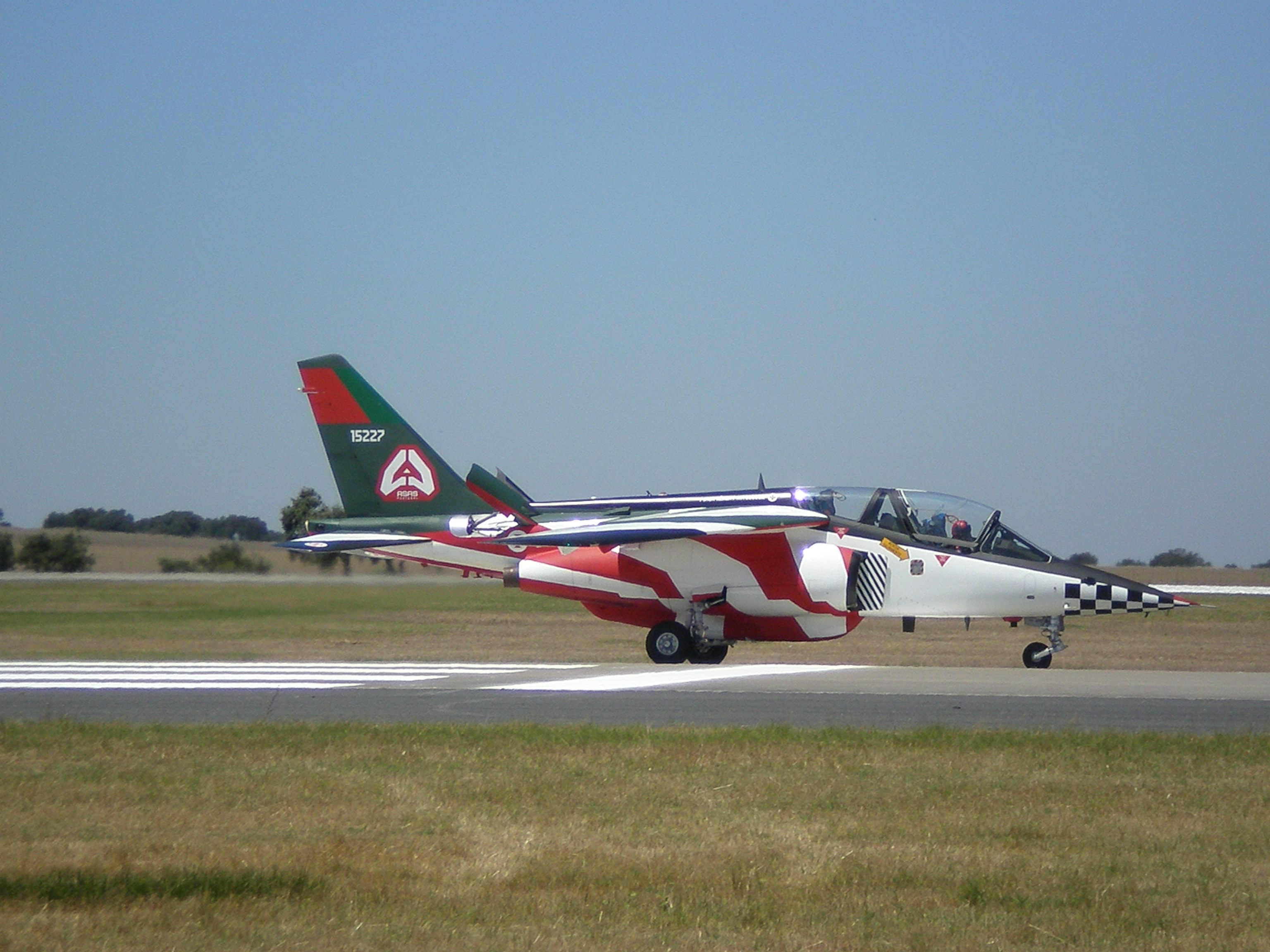
Un Alpha Jet A della Força Aérea Portuguesa.

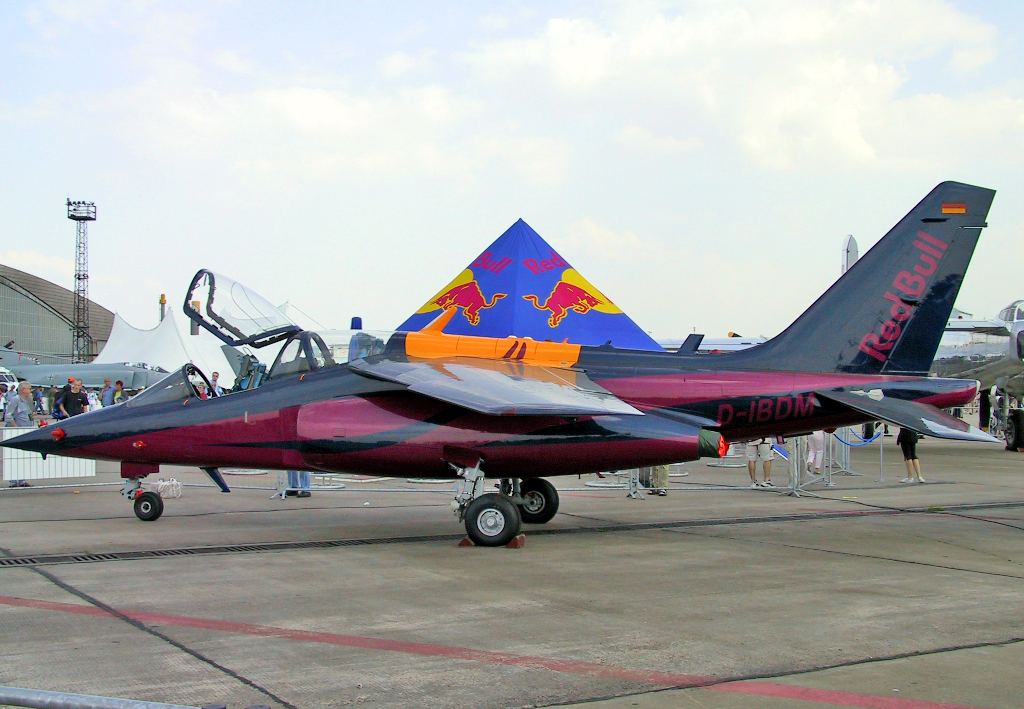
Un Alpha Jet A della Red Bull.

Il Dassault-Dornier Alpha Jet è un aereo da addestramento avanzato e da attacco al suolo leggero bireattore, di concezione franco-tedesca e prodotto dalla Dassault Aviation e dalla Dornier-Werke GmbH tra gli anni settanta e gli anni ottanta.
Caratterizzato dall'aspetto compatto e dall'adozione di un'ala a freccia, soluzione tecnica che garantisce elevate prestazioni, l'Alpha Jet viene tuttora utilizzato nelle versioni più recenti da un buon numero di aeronautiche militari e principalmente dalla francese Armée de l'air e dalla sua pattuglia acrobatica nazionale, la Patrouille de France, mentre è stato ritirato dal servizio dalla tedesca Luftwaffe nella versione d'attacco al suolo.

## Storia del progetto
Nei primi anni sessanta venne avviato un programma di sviluppo in risposta alla specifica (AST 362) emessa dal governo britannico per un addestratore avanzato supersonico a getto per sostituire il Folland Gnat T.1 e l'Hawker Hunter T.7. Allo stesso tempo lo studio forniva la risposta ad una contemporanea esigenza francese per un velivolo economico, utilizzabile sia come addestratore subsonico che come cacciabombardiere leggero (denominato ECAT= École de Combat et d'Appui Tactique), con buone prestazioni di decollo e atterraggio da piste corte ed in grado di sostituire il Fouga CM-170 Magister, il Lockheed T-33 Shooting Star e il Dassault MD 454 Mystère IV.
Dopo l'avvio del progetto, entrambi i requisiti per l'addestratore francese e britannico vennero cambiati così radicalmente da ritenere necessario uno sviluppo separato e le nuove specifiche daranno in seguito origine al programma anglo-francese dal quale verrà sviluppato il SEPECAT Jaguar. La Dassault e la Breguet stipularono quindi un accordo di collaborazione con la tedesca Dornier, la quale doveva rispondere ad un simile requisito emesso per la Luftwaffe e, mentre i britannici, dopo le valutazioni comparative, preferirono la proposta della Hawker Siddeley (l'Hawk), la sinergia franco-tedesca stabilì una specifica comune nel 1968, dando origine al programma Alpha Jet.
Nel luglio 1969 un ulteriore accordo venne stipulato tra il governo francese e quello tedesco, prevedendo l'acquisto di 200 esemplari da utilizzare nelle rispettive forze aeree.
Per soddisfare la specifica vennero presentate tre proposte da altrettante aziende:
- Dassault, Breguet e Dornier con il "TA501", uno sviluppo derivato dai progetti del Breguet 126 e del Dornier P.375;
- SNIAS/MBB con l'"E.650 Eurotrainer";
- VFW-Fokker con il "VFT-291".

Tutti i velivoli avrebbero dovuto essere equipaggiati con due turboventole SNECMA-Turbomeca Larzac 04C6. La configurazione bimotore venne fortemente voluta dalla Luftwaffe in quanto aveva subito forti pressioni dopo i ripetuti incidenti occorsi al monogetto Lockheed F-104 Starfighter.
Il Breguet-Dassault-Dornier TA501 venne dichiarato vincitore del concorso nel luglio 1970, con il pieno sviluppo approvato nel febbraio 1972. Due prototipi dovevano essere realizzati dalla Dassault in Francia (la quale aveva nel frattempo acquisito la Breguet) ed altri due dalla Dornier in Germania. Il primo prototipo francese venne portato in volo per la prima volta ad Istres il 26 ottobre 1973. Il primo prototipo tedesco effettuò il suo primo volo ad Oberpfaffenhofen il 9 gennaio 1974. I successivi due prototipi vennero a loro volta collaudati in volo entro la fine del 1974.

## Impiego operativo
L'Armée de l'air decise di utilizzare l'Alpha Jet principalmente come addestratore. Il primo esemplare di produzione in serie francese effettuò il primo volo il 4 novembre 1978. La variante francese era nota come Alpha Jet E (la "E" sta per "Ecole", in francese "Scuola") o Alpha Jet addestratore avanzato/d'attacco leggero. Le prime consegne in Francia per i test in servizio operativo sono state effettuate nel 1978, portando all'introduzione in servizio permanente nel maggio 1979, sostituendo il T-33 Canadair come addestratore basico ed il Mystère IV A come addestratore armato. La Patrouille de France, il team acrobatico dell'aeronautica militare francese, acquisì gli Alpha Jet per sostituire i Fouga CM-170 Magister precedentemente usati. Al termine della produzione furono 176 gli esemplari di Alpha Jet E consegnati fino al 1985, mentre l'ordine iniziale prevedeva una consegna di 200 velivoli.
Il totale degli Alpha Jet prodotti è di 512 esemplari, di cui 329 esportati, per le aeronautiche militari di dieci nazioni (8 prototipi, 175 aerei destinati alla Francia e 329 esportati in nove paesi: Germania Ovest, Belgio, Egitto, Marocco, Togo, Camerun, Qatar, Nigeria e Gabon).
L'Alpha Jet non ha avuto lo stesso successo del rivale BAe Hawk a causa del suo costo elevato, ma con un raggio d'azione di 425-550 km con 1.000 kg di carico bellico si è dimostrato oltre che come addestratore anche un potente aereo d'attacco, e come tale è stato prevalentemente usato dalla Luftwaffe, la beneficiaria di 175 Alpha Jet A ("Appui", "attacco"), i quali hanno sostituito addirittura macchine di prima linea come i Fiat G-91R.
Successivamente è stata creata la nuova versione NG (Nouvelle Generation) con avionica aggiornata.

## Versioni

### Operative
Alpha Jet A
versione da attacco al suolo leggero, originariamente destinata alla tedesca Luftwaffe, caratterizzata dalla maggior potenza del propulsore e da un'avionica dedicata, prodotta in 175 esemplari.
Alpha Jet E
versione da addestramento, originariamente utilizzata dalla francese Armée de l'air e da altre aeronautiche militari, prodotta in 277 esemplari.
Alpha Jet E+
versione dell'Alpha Jet E con avionica migliorata, 29 unità convertite in Belgio.
Alpha Jet MS1 e MS2
versione con capacità di supporto aereo ravvicinato con nuova avionica migliorata per l'Egitto e il Camerun, prodotta rispettivamente in 30 e 22 esemplari.

### Progetti
Le projet VTX pour l'US Navy (1977-1983)
Le projet d'Alpha Jet 2 NGEA
sviluppo della versione Alpha Jet E ottimizzata per l'attacco al suolo, originariamente era stata designata Alpha Jet NGAE (Nouvelle Generation Appui/Ecole, "Nuova Generazione da Attacco/Scuola").
Le projet d'Alpha Jet 3 Lancier (1989)
versione da addestramento avanzato (ATS - Advanced Training System) equipaggiata con controlli multifunzionali e glass cockpit per la formazione dei piloti nell'uso dei sistemi di navigazione e di attacco in uso nelle ultime e future generazioni di caccia.
Le projet d'Alpha Jet M pour la Marine nationale française (1990-1994)

## Utilizzatori

### Civili
Canada
- Top Aces

20 Alpha Jet A in organico a luglio 2019, si tratta di esemplari ex Luftwaffe. Ulteriori 20 Alpha Jet E ex Componente aerea dell'armata belga sono stati acquistati a luglio 2020.
 Regno Unito
- QinetiQ/(DERA)

7 Alpha Jet A, più 5 di riserva ex Luftwaffe.
- Flying Bulls

Alpha Jet A ex Luftwaffe.

### Militari
Belgio
- Composante air de l'armée belge

33 Alpha Jet E Mod.1B ricevuti. 25 Alpha Jet E Mod.1B+ superstiti operavano dalla Base aerea di Cazaux in Francia effettuando addestramento congiunto con l'Armée de l'air, ma dal dicembre 2019 sono stati ritirati e messi in vendita. A luglio 2020 sono stati ceduti alla società canadese Top Aces.
 Camerun
- Armée de l'Air du Cameroun

6 Alpha Jet MS2 ricevuti nel 1984, più ulteriori 2 ricevuti successivamente per ripianare le perdite.
 Costa d'Avorio
- Force Aérienne de la Côte d'Ivoire

7 Alpha Jet E consegnati, non si conosce, al gennaio 2019, il numero degli esemplari residui (forse 5).
 Egitto
- Al-Quwwat al-Jawwiya al-Misriyya

54 tra Alpha Jet MS2 ed E consegnati. 40 in servizio al giugno 2019.
 Francia
- Armée de l'air

175 Alpha Jet E consegnati, 96 in servizio all'aprile 2020 compresi quelli della Patrouille de France. 12 Alpha Jet E sono stati ceduti alla Nigerian Air Force il 4 dicembre 2024, sei dei quali saranno aggiornati e sei serviranno come fonte per parti di ricambio.
 Germania
- Luftwaffe

175 Alpha Jet A ricevuti, 19 dei quali ceduti alla Reale Aeronautica thailandese, 50 alla Força Aérea Portuguesa e 12 alla società privata britannica QinetiQ.
 Marocco
- Forces royales air

24 Alpha Jet E ordinati nel 1978 e tutti consegnati tra il 1979 e il 1981. 22 Alpha Jet E aggiornati tra il 2009 ed il 2012 e tutti in servizio al marzo 2019.
 Nigeria
- Nigerian Air Force

12 Alpha Jet E consegnati nel 1981-1982, 12 Alpha Jet A consegnati nel 1985-1986. Nel 2011 i residui 13 esemplari sono stati sottoposti ad un programma di aggiornamento, mentre 4 velivoli di seconda mano acquistati dalla statunitense Air USA inc. vengono impiegati per l'addestramento, per un totale di 17 esemplari in servizio all'ottobre 2018. Ulteriori 12 Alpha Jet E ex Armée de l'Air et de l'Espace acquistati il 4 dicembre 2024, di cui sei saranno aggiornati e sei serviranno come fonte per parti di ricambio.
 Portogallo
- Força Aérea Portuguesa

50 Alpha Jet A ex-Luftwaffe consegnati a partire dal 1993, con gli ultimi 6 esemplari ritirati il 16 gennaio 2018. Venivano utilizzati anche dalla pattuglia acrobatica Asas de Portugal.
 Qatar
- Qatar Emiri Air Force

6 Alpha Jet E ordinati a partire dal 1979. Tutti in servizio al giugno 2018.
 Thailandia
- Kongthap Akat Thai

19 Alpha Jet A ex Luftwaffe consegnati.
 Togo
- Force aérienne togolaise

12 Alpha Jet E consegnati.

## Velivoli comparabili
Giappone
- Kawasaki T-4

 Italia
- Aermacchi MB-339
- Alenia Aermacchi M-346 Master

## Cultura di massa
L'Alpha Jet compare nel film del 2005, Sky Fighters diretto da Gérard Pirès.